# Dipartimento di Wadi Hawar
Il dipartimento di Wadi Hawar è un dipartimento del Ciad facente parte della regione di Ennedi.

## Geografia antropica

### Suddivisioni amministrative
Il dipartimento è diviso in 5 sottoprefetture:
- Bahaï
- Bao
- Kaoura
- Mourdi Djouna